# Kleine Plattbauchspinne
Die Kleine Plattbauchspinne (Gnaphosa opaca) ist eine Spinne aus der Familie der Plattbauchspinnen (Gnaphosidae). Die Art ist paläarktisch verbreitet und gilt in Teilen Mitteleuropas als gefährdet.

## Merkmale
Das Weibchen der Kleinen Plattbauchspinne erreicht eine Körperlänge von 5,4 bis 8,2 und das Männchen eine von 4,9 bis 6,6 Millimeter. Damit handelt es sich um eine entsprechend dem Trivialnamen kleinere Art der Eigentlichen Plattbauchspinnen (Gnaphosa), deren grundsätzlichen Körperbau die Kleine Plattbauchspinne ansonsten entspricht.
Sowohl das Prosoma (Vorderkörper) als auch das Opisthosoma der Art sind braun bis graubraun gefärbt. Dabei ist letzterer Körperabschnitt zusätzlich grau behaart. Die Beine erscheinen heller.
Bei einem einzelnen Bulbus (männliches Geschlechtsorgan) der Kleinen Plattbauchspinne kann von den anderen Eigentlichen Plattbauchspinnen durch den relativ kurzen, überstehenden Bereich an der prolateralen (seitlich vorgelegten) Seite des Embolus (letztes Sklerit, bzw. Hartteil des Bulbus) unterschieden werden. Außerdem verläuft dieses Sklerit mehr oder weniger gerade.
Die Epigyne (weibliches Geschlechtsorgan) der Art ist fast rundlich gebaut. Sie hat eher kleine und lateral (seitlich) angelegte Randbereiche und dazu ein weites Mittelstück sowie schmale, mediane (mittlere) Einfuhrgänge.

## Vorkommen
Das gesamte Verbreitungsgebiet der Kleinen Plattbauchspinne erstreckt sich von Europa bis nach Zentralasien. In Europa selber ist die Art in Frankreich, Belgien, Deutschland, Österreich, Tschechien, Polen, Tschechien, Ungarn, Slowenien, Serbien, Albanien, Nordmazedonien, Bulgarien, Rumänien, der Ukraine sowie dem südlichen und dem östlichen in Europa befindlichen Gebiet Russlands und in Vorderasien zusätzlich in der Türkei nachgewiesen.
Zuvor existierten auch vermeintliche Sichtungen der Kleinen Plattbauchspinne aus Spanien, die sich 2020 jedoch als fehlerhaft erwiesen und die Art somit in dem Land nicht mehr als vorkommend gilt.

### Lebensräume

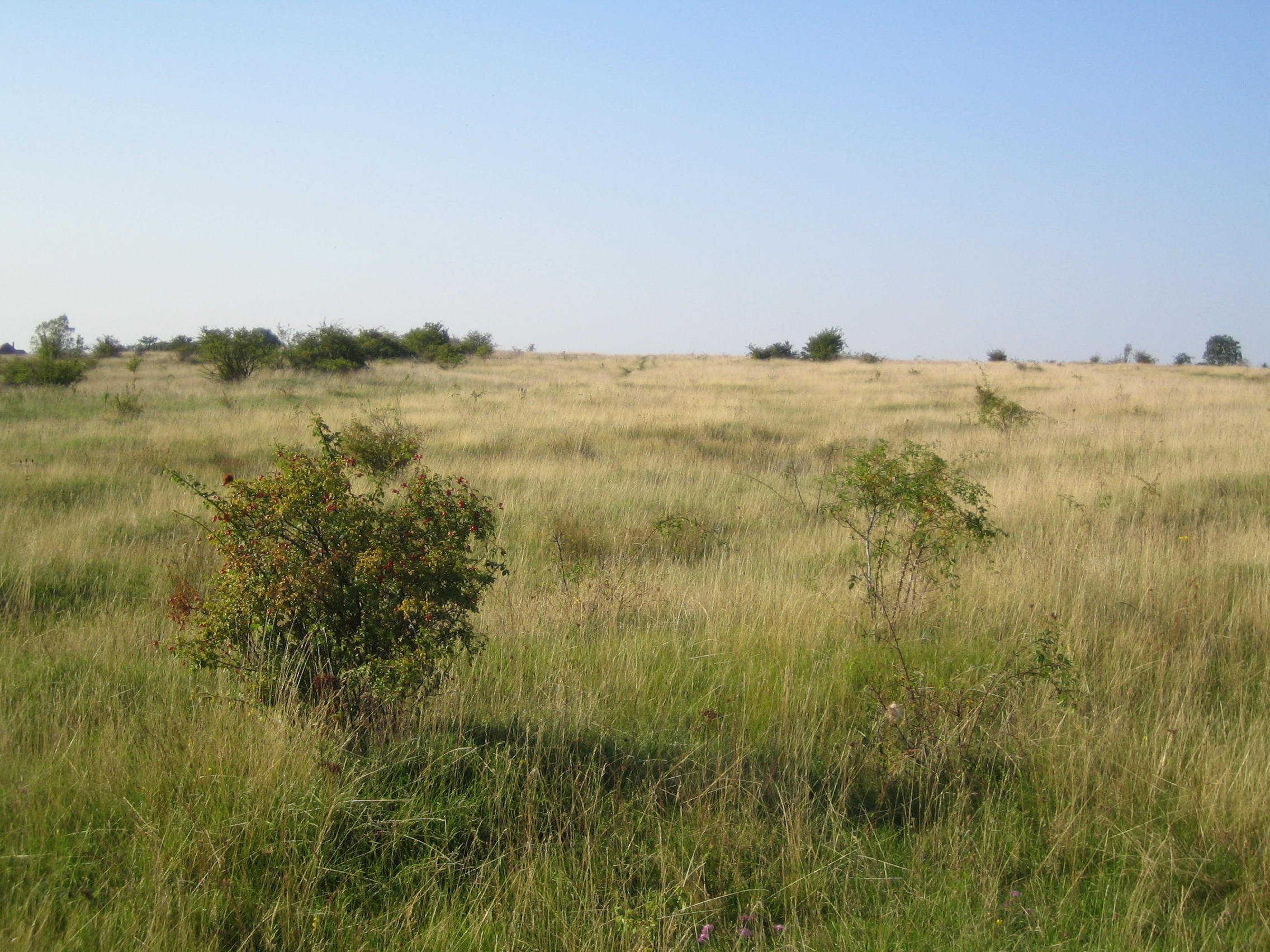
Trockenrasen im Windknollen (Naturschutzgebiet) bei Jena, eines der Habitate der Kleinen Plattbauchspinne.

Die Kleine Plattbauchspinne teilt mit anderen Plattbauchspinnen (Gnaphosidae) die Bevorzugung xerothermer (trockenwarmer) Standorte und bewohnt nach bisherigen Kenntnissen insbesondere Trockenrasen und felsige Steppen, wo sie an südexponierten Standorten angetroffen werden kann.
In Deutschland erfolgten Nachweise der Art bislang nur an vereinzelten Standorten. Dabei scheint die Kleine Plattbauchspinne entlang des mittleren Saaletals und im Thüringer Becken höhere Vorkommen zu besitzen. Dort ist die Spinne auf unbewaldeten Kuppen im flachen Agrarland und an hügeligen Erhebungen der Randgebirge anzutreffen.

### Bedrohung und Schutz
Mögliche Gefährdungen der Populationen der Kleinen Plattbauchspinne unterscheiden sich je nach Region und werden in den Ländern verschieden gewertet. Der allgemeine Bestand der Art wird von der IUCN nicht erfasst.
In der Roten Liste gefährdeter Arten Tiere, Pflanzen und Pilze Deutschlands bzw. der Roten Liste und Gesamtartenliste der Spinnen Deutschlands (2016) wird die Kleine Plattbauchspinne in der Kategorie 2 („stark gefährdet“) geführt, was mit ihrer großen Seltenheit und ihrer starken Gefährdung in Deutschland zu begründen ist, obgleich ihre stabilen Teilbestände hervorzuheben sind. Außerdem gelten die Bestände der Art dort langfristig als stark zurückgehend, während für kurzfristige Bestandsanalysen nicht genug Daten vorliegen. Da die Kleine Plattbauchspinne in der vorherigen Roten Liste (2010) in der Kategorie G („Gefährdung unbekannten Ausmaßes“) erfasst wurde, ist die Bestandsentwicklung der Art nicht bewertbar.
In der Roten Liste Tschechiens (2015) wird die Kleine Plattbauchspinne gemäß IUCN-Kategorisierung in der Kategorie VU („vulnerable“, übersetzt verletzlich) gelistet.

## Lebensweise
Die Kleine Plattbauchspinne teilt mit allen Eigentlichen Plattbauchspinnen (Gnaphosa) und somit auch mit dem Großteil der Plattbauchspinnen (Gnaphosa) ihre nachtaktive Lebensweise, während sie sich am Tag in einem versteckten und in Bodennähe befindlichen Wohngespinst verborgen hält.

### Jagdverhalten und Beutespektrum
Die wie alle Spinnen räuberisch lebende Kleine Plattbauchspinne legt wie alle Plattbauchspinnen (Gnaphosidae) kein Spinnennetz zum Beutefang an, sondern ist ein freilaufender Hetzjäger. Dabei nimmt auch diese Art Beutetiere über deren Erschütterungen mithilfe der Trichobothria (Tasthaare) wahr.
Zum Überwältigen spring die Kleine Plattbauchspinne das Beutetier dann auf kurzer Distanz direkt an. Ist dies kleiner oder lässt es sich leichter überwältigen, versetzt die Spinne diesem direkt beim Ansprung mittels der Cheliceren (Kieferklauen) einen Giftbiss und verzehrt es. Ist es größer oder wehrbehaftet, versetzt die Spinne dem Beutetier beim Anspringen einen Spinnfaden, den es zeitgleich am Untergrund befestigt und es somit an einer Flucht oder Erwehrung verhindert. Dabei umkreist die Spinne das Beutetier und gibt währenddessen vermehrt Fäden ab, sodass dieses zunehmend immobilisiert wird. Ist das Beutetier ausreichend fixiert, setzt die Spinne dann den Giftbiss an und verzehrt das Beutetier anschließend.
Das Beutespektrum der Kleinen Plattbauchspinne setzt sich aus anderen Gliederfüßern zusammen. Wie anderen Eigentlichen Plattbauchspinne (Gnaphosa) ist auch der Kleinen Plattbauchspinne dank ihrer effektiven Jagdtechnik das Erbeuten vergleichsweise großer und wehrhafter Beutetiere, etwa Käfern möglich.

### Lebenszyklus und Phänologie
Der Lebenszyklus der Kleinen Plattbauchspinnen gliedert sich in mehrere Phasen und wird von den Jahreszeiten mitbestimmt. Wie bei vielen anderen Plattbauchspinnen (Gnaphosidae) ist auch der Lebenszyklus bei dieser Art weitestgehend unerforscht. Die Phänologie (Aktivitätszeit) der Art beläuft sich bei den ausgewachsenen Individuen auf den Zeitraum zwischen Mai und Juli.
Einige Zeit nach der Paarung fertigt das Weibchen einen Eikokon an, der wie bei den anderen Arten der Gattung abgeflacht ist und rund 250 Eier enthält. Das Weibchen bewacht diesen in seinem Verlies bis zum Schlupf der Jungtiere, die dann selbstständig heranwachsen.

## Systematik
Die Systematik befasst sich im Bereich der Biologie sowohl mit der taxonomischen (systematischen) Einteilung als auch mit der Biologie und mit der Nomenklatur (Disziplin der wissenschaftlichen Benennung) von Lebewesen einschließlich der Kleinen Plattbauchspinne.
Die Art wurde 1879 vom Autor Ottó Herman bereits unter ihrer noch heute gültigen Bezeichnung erstbeschrieben. Der Artname opaca ist die weibliche Form des lateinischen Adjektivs opacus, welches übersetzt „schattig“ oder „finster“ bedeutet.